# Филидзах
Филидза́х (лезг. {{{1}}} Филисхъар) — покинутое село в Ахтынском районе Дагестана.

## География
Село расположено в восточной части Ахтынского района, на западном склоне Шалбуздагского хребта, в верховьях ущелья Магулахчая. До районного центра Ахты — 20 км. Близ села находятся урочища: Нисин пел, Кикенел, Курускул (маленький лес), усуркул (кругом закрытое место),

## История
С начала XVI века по 1839 год Филидзах входила в Докузпаринское вольное общество. В 1839 году село было присоединено к Российской империи. Филидзах относился к Докузпаринскому наибству Самурского округа. Вместе с сёлами Балуджа и Ялджух образовал Ялджухское сельское общество. В 1892 году 15 семей переселилось в Турцию и образовало самостоятельный хутор Дагестан-Кую под Стамбулом. В 1929 году Филидзах был включён в состав новообразованного Ахтынского района. В 1953 году жители села Филидзах были переселены в село Советское Магарамкентского района.

## Население
В 1869 году в селе проживало 270 человек, из них мужчины — 147, женщин — 123. Село состояло из 33 дымов. В Южном Филидзахе проживало 153 человека, 78 мужчин и 75 женщин, дворов было 21. В 1886 году в селе проживало 273 человека. Жители села делились на тухумы: Крымар, Къачкъалабар, Кецин цварар.